# Lakewood (Californie)
Pour les articles homonymes, voir Lakewood.
Lakewood est une ville du comté de Los Angeles, dans l'État de Californie aux États-Unis. Au recensement de 2000 sa population était de 79 345 habitants.

## Géographie
Selon le Bureau de Recensement, elle a une superficie de 24,6 km2, dont 0,2 km2 de plans d'eau, soit 0,74 % du total.

## Démographie
| Groupe            | Lakewood | Californie | États-Unis |
| ----------------- | -------- | ---------- | ---------- |
| Blancs            | 56,0     | 57,6       | 72,4       |
| Asiatiques        | 16,4     | 13,1       | 4,8        |
| Autres            | 11,6     | 17,0       | 6,2        |
| Afro-Américains   | 8,7      | 6,2        | 12,6       |
| Métis             | 5,7      | 4,9        | 2,9        |
| Océaniens         | 0,9      | 0,4        | 0,2        |
| Amérindiens       | 0,7      | 1,0        | 0,9        |
| Total             | 100      | 100        | 100        |
|                   |          |            |            |
| Latino-Américains | 30,1     | 37,6       | 16,7       |

Selon l'American Community Survey, en 2010, 65,68 % de la population âgée de plus de 5 ans déclare parler l'anglais à la maison, 19,25 % déclare parler l'espagnol, 5,26 % le tagalog, 1,65 % le vietnamien, 1,42 % une langue chinoise, 1,01 % le khmer, 0,90 % le coréen, 0,60 % le thaï et 4,24 % une autre langue.
| 1960   | 1970   | 1980   | 1990   | 2000   | 2010   |
| ------ | ------ | ------ | ------ | ------ | ------ |
| 67 126 | 83 025 | 74 511 | 73 557 | 79 345 | 80 048 |